# غوران أرنو
غوران أرنو (27 أغسطس 1979 بباتشكا توبولا في صربيا - ) هو لاعب كرة قدم صربي في مركز الوسط. شارك مع منتخب صربيا تحت 19 سنة لكرة القدم. أما مع النوادي، فقد لعب مع نادي أو إف كيه بيوغراد ونادي إنتر باكو ونادي بارتيزان ونادي تشوكاريتشكي ونادي فاساس وNK Primorje ‏ وFK Teleoptik ‏ ورادنيتشكي 1923 ‏.

## وصلات خارجية
- غوران أرنو على موقع قاعدة بيانات كرة القدم.إي يو (الإنجليزية)